# Конска
Конска е село в Западна България. То се намира в община Брезник, област Перник.

## География
Село Конска се намира в Граовското поле на 6 км от град Брезник, на пътя към Трън. Има стотина жители, а в добрите си времена местното училище е приемало деца и от близките села. Според статия в „Работническо дело“ от средата на 80-те години на 20 век, по това време селото е дало най-много професори в България (5 действащи).
В Конска река може да се лови риба, както и в близкия местен язовир. Над селцето има възвишение с лаконичното наименование Рид, по което лесно се намират морски раковини.

## История
В съкратен регистър на Пиротския кадилък от 1530 г. Конско е отбелязано като село с 65 домакинства, 9 неженени и 2 вдовици. В селото има и един соколар, отглеждащ соколи за султана, на име Койчо, син на Радивой.

## Културни и природни забележителности
В селото има писта за 4-колесни мотори(ATV), пейнтбол (paintball) игрище и ферма за щрауси и аквапарк с различни по големина водни пързалки, джакузи и други забавления..